# Hitlerjugend-Leistungsabzeichen

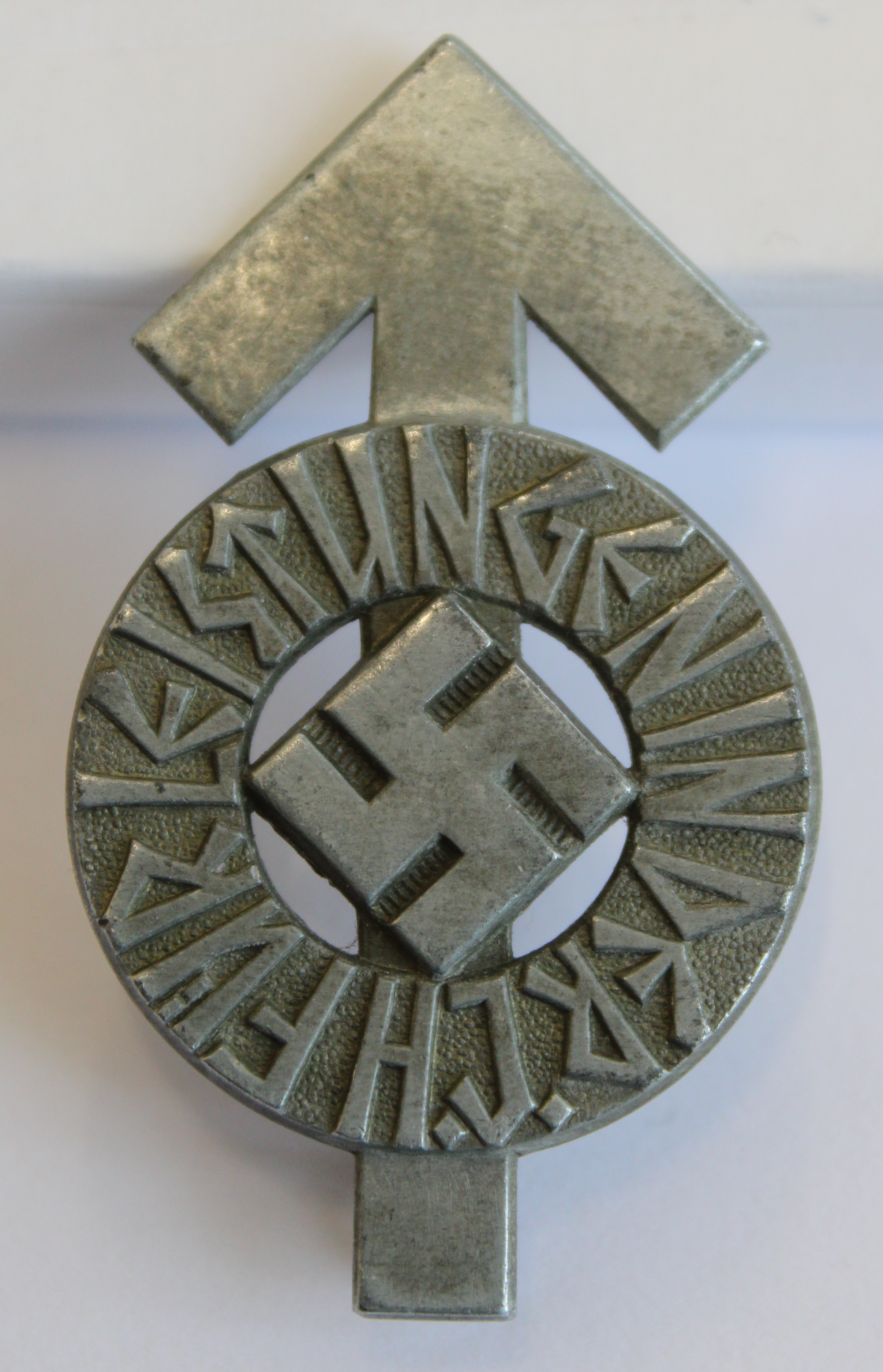
Das Hitlerjugend-Leistungsabzeichen in Silber

Das Hitlerjugend-Leistungsabzeichen (Stiftungsjahr 1934) war eine Auszeichnung für sportliche Leistungen und gutes Schulungswissen. Es sollte die kämpferische Haltung der männlichen Jugend zur (Kriegs-)Pflicht fördern.
„Jeder tüchtige, vorwärtsstrebende Hitlerjunge und HJ-Führer muß bestrebt sein, das HJ-Leistungsabzeichen – diese hohe Auszeichnung des Reichsjugendführers – zu erringen.“ – Wer das Hitlerjugend-Leistungsabzeichen erwerben wollte, musste „mit besonderer Anteilnahme an der weltanschaulichen Schulung der Hitlerjugend auf mindestens acht Heimabenden teilgenommen haben. Für die Angehörigen der Marine-Hitlerjugend traten an Stelle der geländesportlichen Bedingungen seesportliche Aufgaben.“ (aus dem Leistungsbuch des deutschen Jungvolks und der Hitlerjugend)
Hitler forderte seine Erziehungsziele propagandistisch-bildhaft. So forderte er in seiner Rede vom 14. September 1935 vor 54.000 HJ-Jungen, sie sollten „flink wie die Windhunde, zäh wie Leder, hart wie Kruppstahl“ werden: "Es wird nichts im Völkerleben geschenkt; alles muß erkämpft und erobert werden. […] Ihr müßt lernen, hart zu sein, Entbehrungen auf euch zu nehmen, ohne jemals zusammenzubrechen."

## Ausführung des Abzeichens
Das HJ-Leistungsabzeichen wurde in drei Stufen verliehen: In Eisen (15 Jahre), in Bronze (16 Jahre) und in Silber (17 Jahre und älter). Dafür wurden keine hohen Einzelleistungen gefordert, „die Bedingungen konnten von jedem Hitlerjungen erfüllt werden.“

Soldat der Luftwaffe mit HJ-Leistungsabzeichen in Silber (rechts) (Reichssportabzeichen in Silber (links) und Fallschirmschützenabzeichen der Luftwaffe (Mitte)), Januar 1945

## Bedingungen für die Abzeichen
Als Themen für die Schulung war vorgesehen:
1. Leben des Führers
2. Deutschtum im Ausland
3. Abgetretene Gebiete
4. Feiertage des Deutschen Volkes
5. Fünf Fahnensprüche
6. HJ-Lieder

Die für den Erwerb des Abzeichens notwendigen Leistungen in 20 Bereichen waren in drei Gruppen eingeteilt:
1. Leibesübungen
2. Ziel- und Marschübungen
3. Geländesport

Während die erste Gruppe klassische sportliche Leistungen forderte, waren die beiden anderen Gruppen auf eine vormilitärische Erziehung ausgerichtet und umfassten unter anderem Kleinkaliberschießen, Marschübungen (beide in der zweiten Gruppe) oder Kartenkunde, Meldewesen und Tarnung (alle in der dritten Gruppe).

## Verleihungen
Nach erfolgreicher Ablegung der Leistungsprüfungen wurde die Verleihung des HJ-Leistungsabzeichens vom Reichssportführer ausgesprochen.
Zwischen 1934 und 1937 wurden insgesamt 55.277 HJ-Leistungsabzeichen verliehen.

## Heute Kennzeichen einer verfassungswidrigen Organisation
In der Bundesrepublik Deutschland sind die Verwendung und das Führen dieses Abzeichens strafbar.